# Joe Cottrill
Joe Cottrill (eigentlich William Cottrill; * 14. Oktober 1888 in Woodhouse, South Yorkshire; † 26. Oktober 1972 in Sheffield) war ein britischer Mittel- und Langstreckenläufer.
Beim Mannschaftsrennen über 3000 m der Olympischen Spiele 1912 in Stockholm kam er auf den sechsten Platz und gewann mit der britischen Mannschaft Bronze. Über 1500 m schied er im Vorlauf aus, im Crosslauf erreichte er nicht das Ziel.

## Weblinks

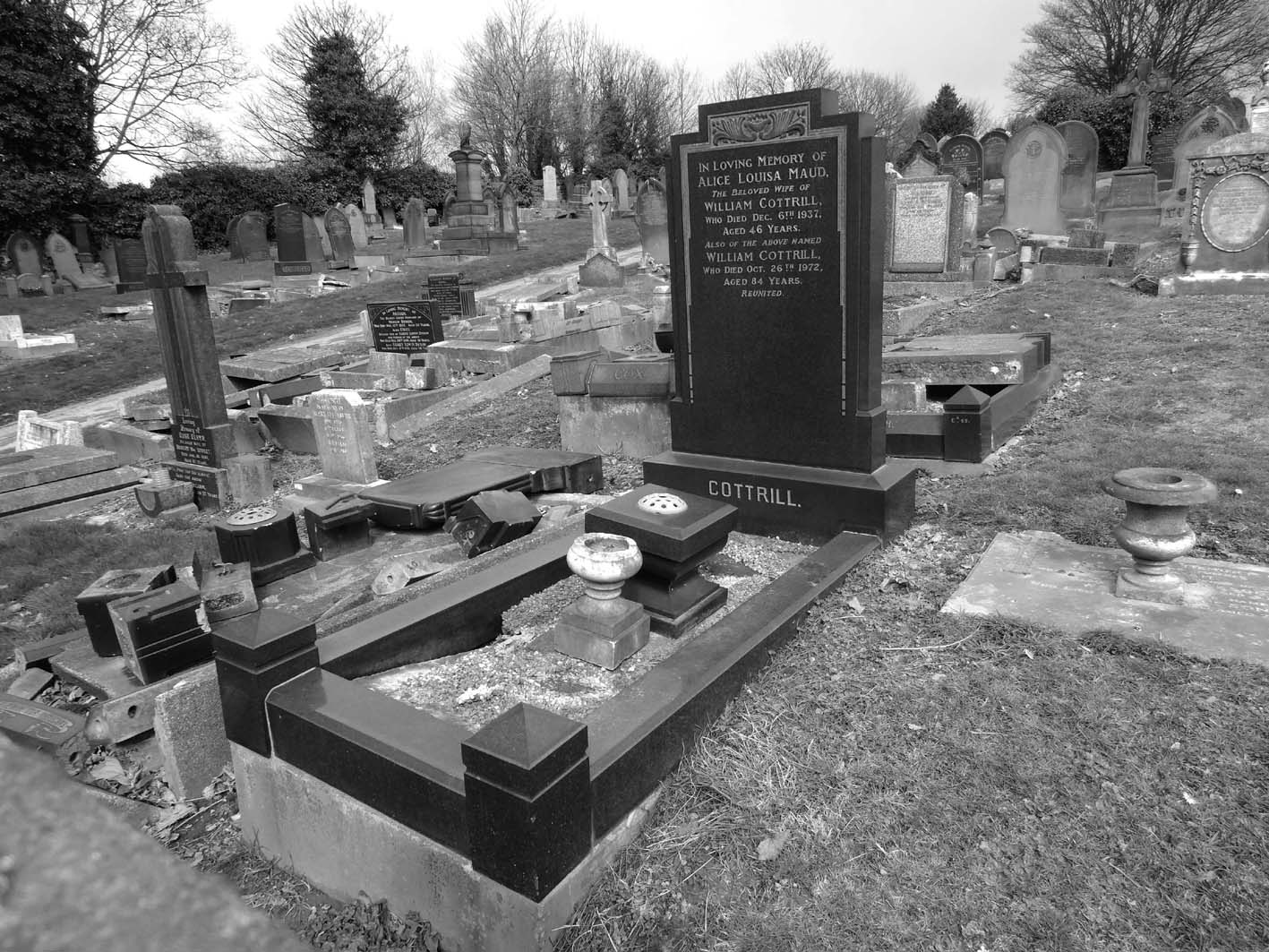
Cottrills Grab in Sheffield